# Lac Deroussel
Lac Deroussel är en sjö i Kanada.   Den ligger i regionen Nord-du-Québec och provinsen Québec, i den östra delen av landet, 600 km norr om huvudstaden Ottawa. Lac Deroussel ligger 370 meter över havet. Arean är 7,6 kvadratkilometer. Den sträcker sig 5,2 kilometer i nord-sydlig riktning, och 3,7 kilometer i öst-västlig riktning.
Trakten runt Lac Deroussel är nära nog obefolkad, med mindre än två invånare per kvadratkilometer.